# Warzyce

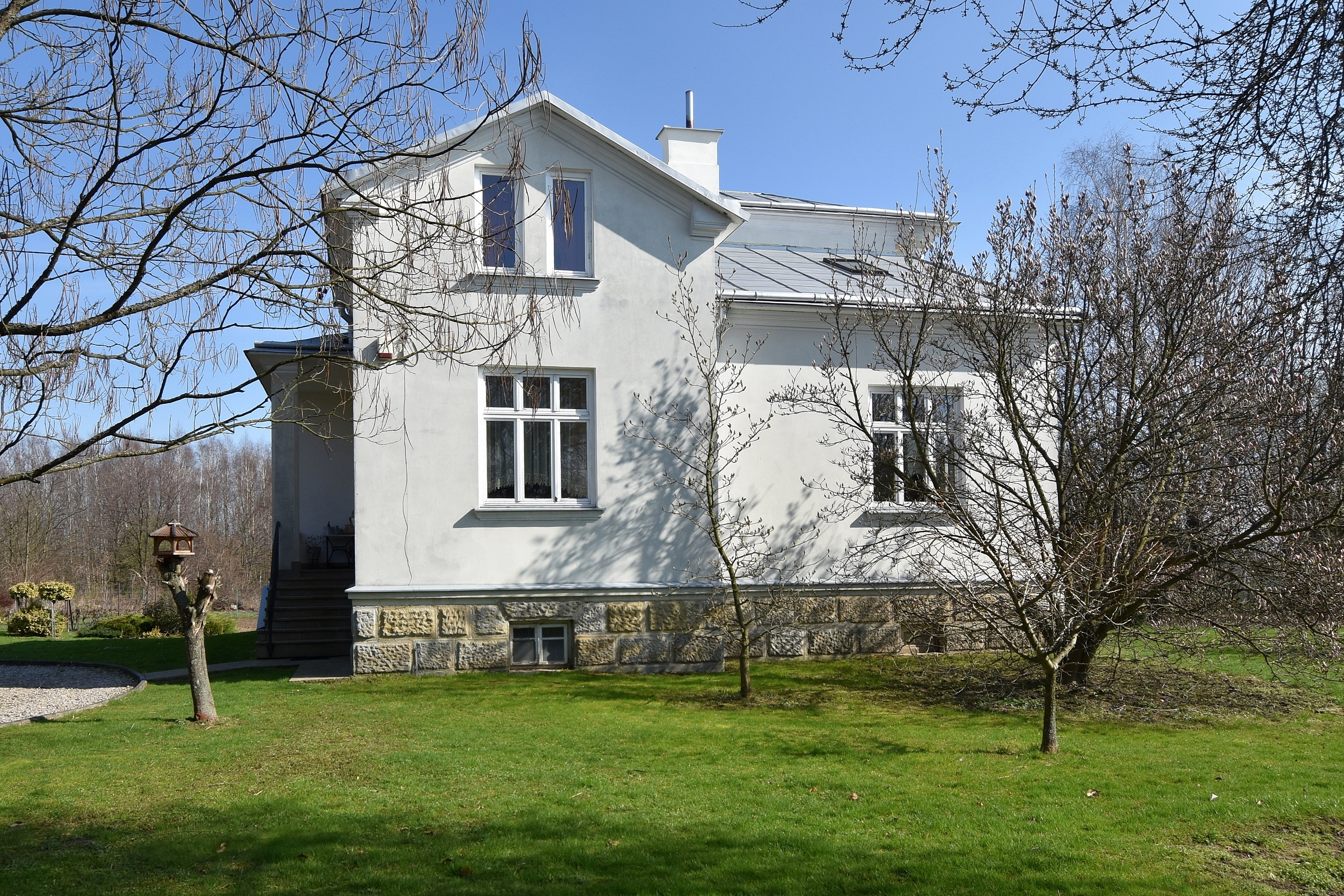
Dworek Sanokowskich z XX w.

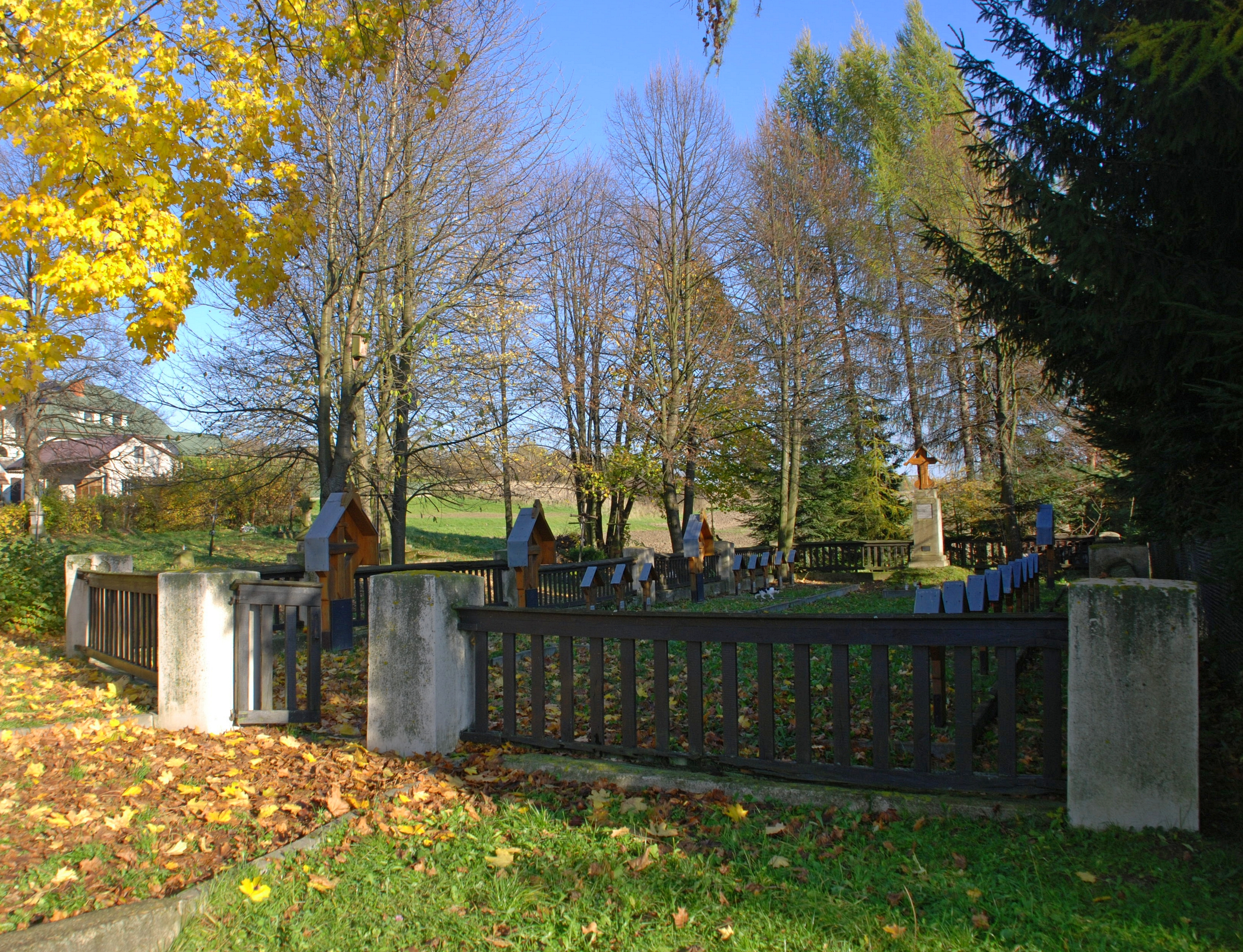
Cmentarz wojenny w Warzycach położony przy starej trasie drogi 988

Warzyce – wieś w Polsce, położona w województwie podkarpackim, w powiecie jasielskim, w gminie Jasło, w Kotlinie Jasielsko-Krośnieńskiej, 6 km na wschód od Jasła.
W latach 1975–1998 wieś administracyjnie należała do województwa krośnieńskiego.
Siedziba sołectwa oraz parafii św. Wawrzyńca, należącej do dekanatu Jasło Wschód, diecezji rzeszowskiej. Teren miejscowości obejmuje pomnikowy okaz dębu liczący blisko 500 lat, o obwodzie około 700 cm i wysokości 27 metrów

## Integralne części wsi
| SIMC    | Nazwa         | Rodzaj    |
| ------- | ------------- | --------- |
| 0353187 | Błasikówka    | część wsi |
| 0353193 | Dół           | część wsi |
| 0353201 | Fąfara        | część wsi |
| 0353218 | Filipy        | część wsi |
| 0353224 | Gojsce        | część wsi |
| 0353230 | Góra          | część wsi |
| 0353247 | Mała Wieś     | część wsi |
| 0353253 | Potok         | część wsi |
| 0353260 | Sanokówka     | część wsi |
| 0353276 | Wójtowiczówka | część wsi |
| 0353282 | Wronówka      | część wsi |
| 0353299 | Zapłocie      | część wsi |

## Historia administracyjna
Wieś i gmina jednostkowa w powiecie jasielskim, w czasie II RP w woј. krakowskim. W 1934 w nowo utworzonej zbiorowej gminie Jasło, gdzie utworzyła gromadę.
Podczas II wojny światowej w gminie Jaslo w powiecie Jaslo w dystrykcie krakowskim (Generalne Gubernatorstwo). Liczyły wtedy 1250 mieszkańców.
Po wojnie znów w gminie Jasło w powiecie jasielskim, w nowo utworzonym województwie rzeszowskim. Jesienią 1954 zniesiono gminy tworząc gromady. Warzyce weszły w skład nowo utworzonej gromady Brzyszczki, gdzie przetrwały do końca 1972 roku, czyli do kolejnej reformy gminnej.
1 stycznia 1973 ponownie w gminie Jasło. Od 1 lipca 1975 w województwie krośnieńskim.
1 lutego 1977 część wsi Warzyce (241 ha) włączono do Jasła.

## Historia
Najstarsze akcje osadnicze, po nadaniach książęcych, podjęli w XI w. benedyktyni z Tyńca. Z dokumentu legata papieskiego Idziego wystawionego w Krakowie w maju 1123 – styczniu 1125 r. za zgodą Bolesława Krzywoustego i syna Bolesława oraz biskupa krakowskiego Radosta wynika, że do klasztoru tego należały okoliczne wsie (łac. villa): Bieździedza (Bezdochouici), Siepietnica (Suepetnici), Pilzno (Pilsno), Klecie (Clececi), Brzostek (Brestek), Warzyce (Krotowice) (Crothouici) z wymienionymi osadnikami (Croth, Varga, Zuloth, Mlodos, Wisetrop), czyli dzisiejsze Warzyce. To jest najstarsza wzmianka o istnieniu tych miejscowości. Można sądzić, że osadźcą dla tej miejscowości byli benedyktyni z Tyńca. Krotowice w końcu XIII w. zmieniły nazwę na Warzyce. W XIII w. następuje korzystniejsza dla rozwoju osady lokacja na prawie magdeburskim.
W dokumencie Leszka Czarnego, w którym książę zezwala na osadzenie miejscowości na tym prawie figuruje 30 wsi w tym i Warzyce.
9 lutego 1319 roku Władysław Łokietek wyrokiem wydanym w Trzebini przysądził zamek Golesz wraz z wsiami (m.in. Warzyce) Michałowi, opatowi tynieckiemu. Z dokumentu 1319 roku dowiadujemy się o sporze między opatem tynieckim a Jakubem z Bogorii, podkomorzym sandomierskim, o gród Golesz. W 1320 Jakub zajął bezprawnie dobra klasztoru. Władysław Łokietek wydał ponownie wyrok na korzyść opata. Nastąpiła między stronami ugoda, w myśl której Jakub miał zwrócić dobra z wyjątkiem grodu Golesza oraz Krajowic i Warzyc, które miał przez 3 lata użytkować, z obowiązku urządzenia goleskiego grodu.
W tym wieku miejscowości na Podkarpaciu były niszczone przez napady Tatarów. W 1474 r. miał miejsce najazd węgierskich wojsk Macieja Korwina pod wodzą zmadziarowanego Słowaka, Tomasza Tarczaya z Lipian, a w 1655 potop szwedzki i w 1657 najazd współdziałających ze Szwedami oddziałów Jerzego II Rakoczego. W 1769 r. w miejscowości tej stacjonowały dla obrony przed wojskami rosyjskimi Konfederaci barscy. Miały tu miejsce walki w czasie I wojny światowej, szczególnie zacięte w 1915 r. Na początku II wojny światowej 8 września 1939 r. weszły tu oddziały niemieckie. Resztki oddziałów polskich ukrywały się w lesie warzyckim jeszcze w grudniu 1939 r.
Na przełomie wieku XVI i XVII istniała w Warzycach szkoła.

### Lata II wojny światowej
W grudniu 1939 r. odbyło się w mieszkaniu Romana Sanokowskiego spotkanie organizacyjne przyszłej Placówki AK Tarnowiec Turkawka, które poprowadził podoficer WP Jan Betlej. Wkrótce dołączył ppor. Władysław Dąbek Łado późniejszy dow. tych oddziałów, z którym nawiązał łączność kpt. Józef Modrzejewski Komendant Obwodu AK Jasło. Pod Lasem Warzyckim było pole zrzutów lotniczych. W kwietniu 1944 r. Józef Gryglewicz – jaślanin z Dywizjonu 301 w Anglii brał udział w zrzucie nad lasem pomiędzy Warzycami i Sieklówką dla jasielskich oddziałów Armii Krajowej. Zrzut ten, pomimo wielkiego ryzyka ze względu na bliskość oddziałów niemieckich, powiódł się. Przejmował go m.in. ppor. AK Adam Piegłowski, kolega Józefa Gryglewicza. Odbiór zrzutów należał do Rafałka z Warzyc i Patrolu z Chrząstówki. W pierwszy dzień Wielkanocy 9 kwietnia 1944 r. na polach pod Lasem Warzyckim dokonano odbioru zrzutu broni i ulokowano ją na plebanii w Sieklówce.

### Las Warzycki miejscem masowych egzekucji

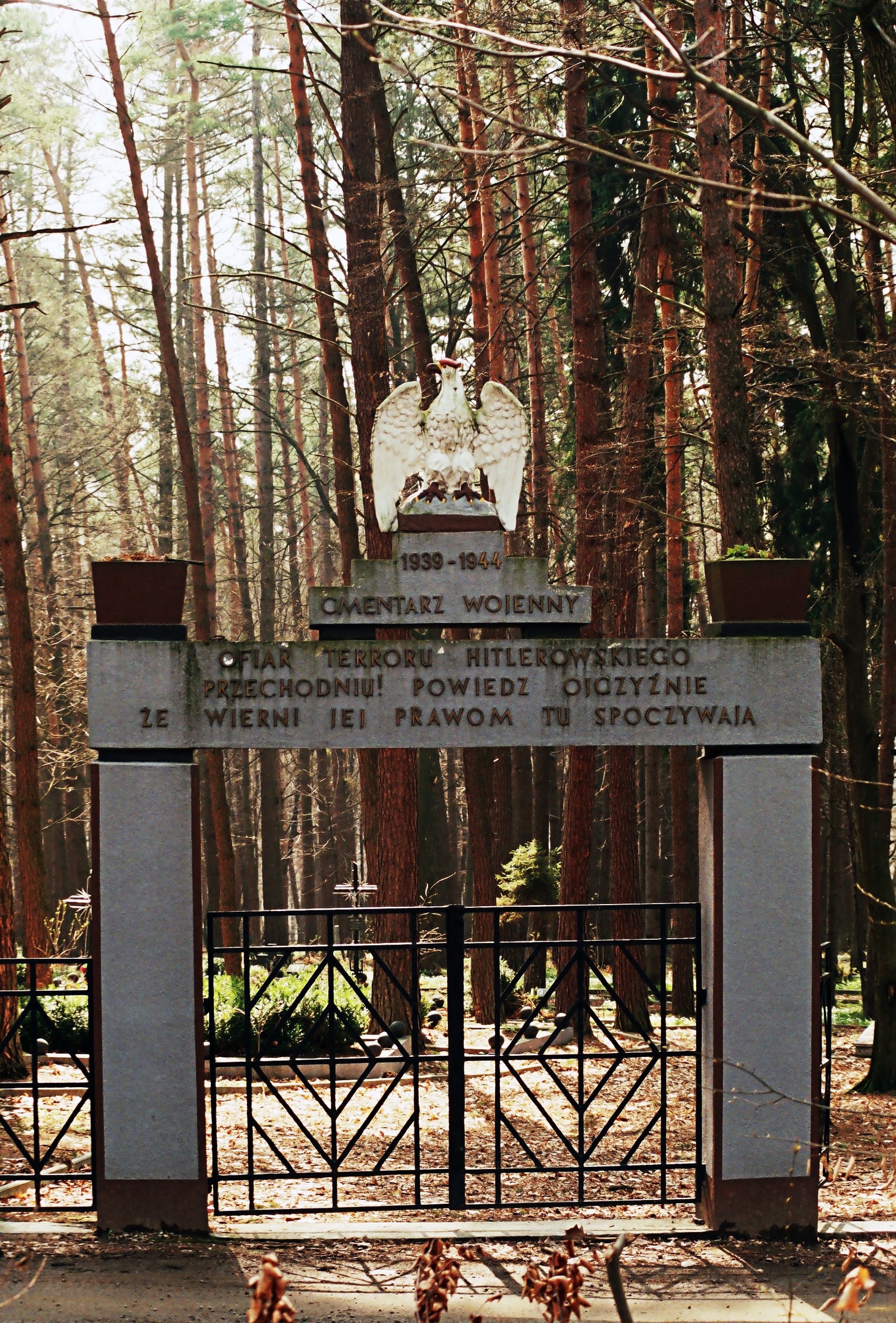
Brama cmentarza wojennego w lesie warzyckim

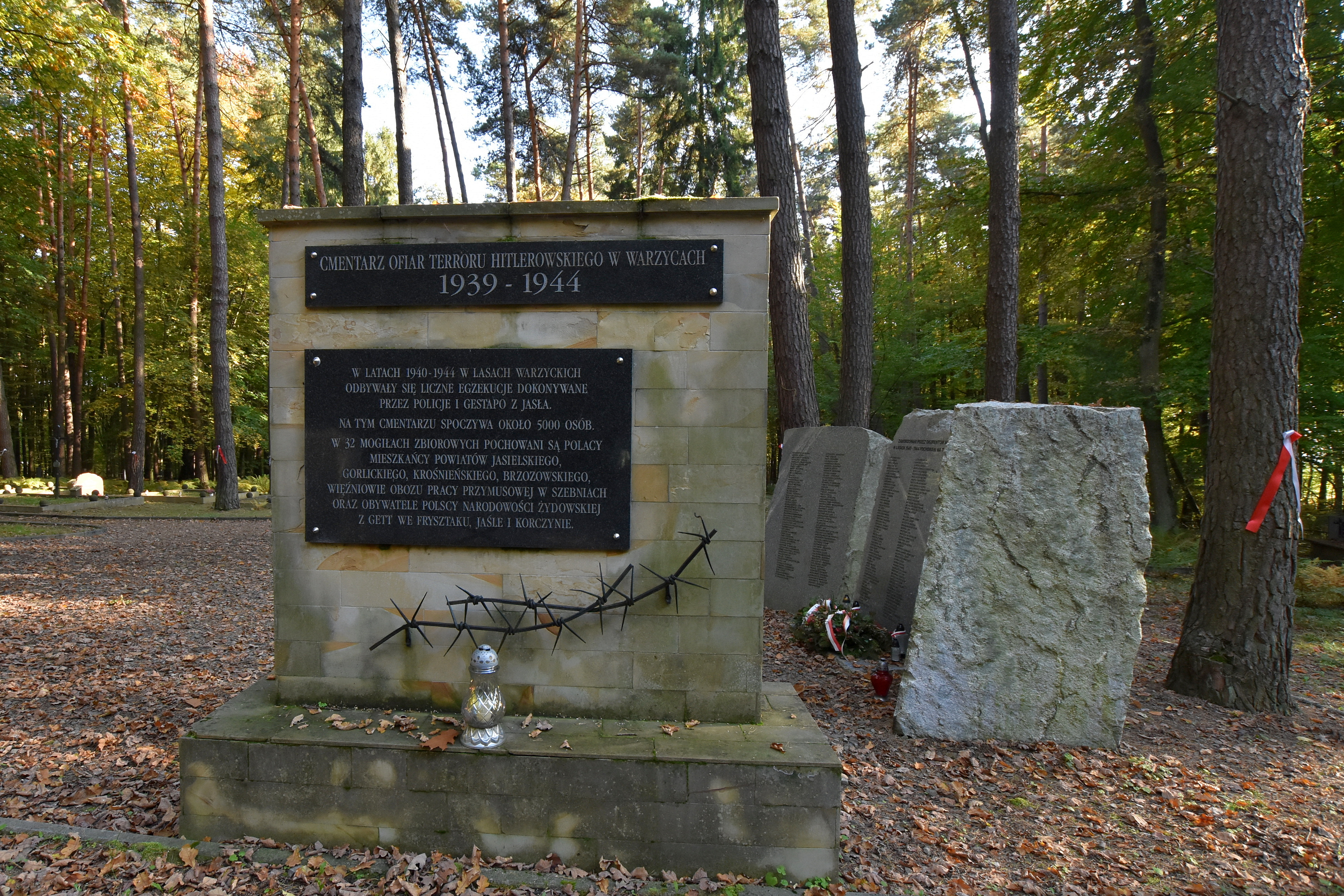
Tablica pamiątkowa umieszczona obok bramy cmentarza wojennego w lesie warzyckim

W latach 1940–1944 miały miejsce masowe rozstrzeliwania dokonywane przez hitlerowców w lesie warzyckim. W egzekucjach zginęło łącznie ok. 5 tys. Polaków i Żydów. Wśród ofiar polskich znajdowali się więźniowie z Jasła, oficerowie, wielu partyzantów oraz dzieci z Zakładu Wychowawczego w Iwoniczu. Rozstrzeliwano także jeńców sowieckich. Pomordowani Żydzi pochodzili w większości z gett we Frysztaku, Jaśle, Korczynie – m.in. 3 lipca 1942 roku Niemcy przeprowadzili w lesie warzyckim egzekucję 850 Żydów, a 29 września 1942 roku zamordowali tu kolejną grupę przetransportowaną z getta w Jaśle. Wśród zamordowanych znajdował się rabin Chone Halberstam z Kołaczyc. Zwłoki zamordowanych zostały pogrzebane w 32 zbiorowych mogiłach. Po wojnie na miejscu kaźni powstał cmentarz.

### Cmentarz z I wojny światowej (z 1915 r.)
Cmentarz z 1915 roku opodal kościoła w Warzycach przy drodze do Lubli. Projektował go Johann Jäger. Są tam 22 mogiły pojedyncze i 8 mogił zbiorowych żołnierzy I i II dywizji gwardii pruskiej, w której byli Polacy z poznańskiego m.in.: Gapiński, Sędecki, Zajączek.
Pochowani są też Niemcy (25), Austriacy (9) i Rosjanie (22).